# إنزيم ناقل للأمين

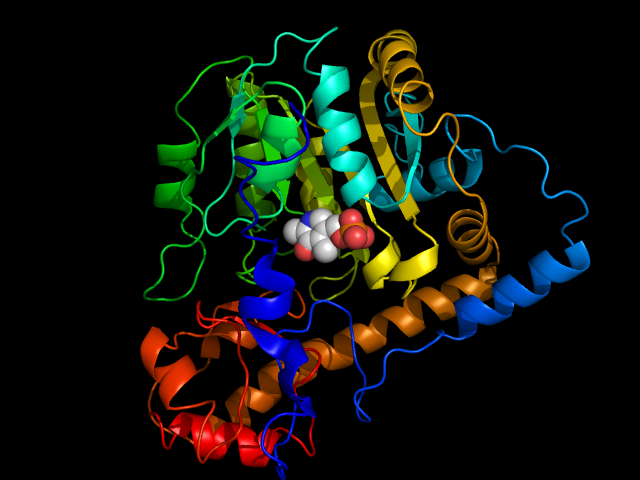
ناقلة الأسبارتات من E. القولونية مع عامل الفوسفات المساعد بيريدكسال 5 "

الإنزيم الناقل للأمين هو انزيم وظيفته نقل زمرة الأمين من الاحماض الأمينية إلى أحماض ألفا - كيتونية وتوجد في جميع الأنسجة وفي مصل دم. تكمن اهمية نقل الأمين بانه يقوم بعملية أساسية لاستقلاب الأحماضالأمينية وتتوسط عملية النقل هذه مجموعة من الخمائر عديدة "ALAT,ASAT".

## الوظيفة والانواع
ناقلة الأمين في المصل مجموعة من الأنزيمات التي تعمل على نقل الزمرة الأمنية بين الحموض الأمينية والكيتونية، وأهم اثنان منها هما:
1- غلوتامات بيروفات ترانس اميناز أو (SGPT)، وسمي حديثاً الألانين ترانس أميناز (ALT).
2- غلوتامات أكزألوأسيتات ترانس أميناز أو (SGOT)، وسمي حديثاً الأسبارتات ترانس أميناز (AST).
معايرة (SGOT) أو (AST):
يتواجد في الأعضاء التالية حسب التسلسل التالي:
- العضلة القلبية (الأكثر) ثم العضلات الهليكلية والرئة ثم الكبد ثم الكلية ثم الكريات الحمر.
لهذا الأنزيم نظيران:
o سيتوزولي Cytozolic يمثل (15-20%) من الكمية الكلية.
o متقدري Mitochondrial يمثل (80-85%) من الكمية الكلية.
لذلك فإن ارتفاع (AST) يمثل حالة الضرر العميق التي تصل إلى المتقدرات، وخاصة حالة احتشاء العضلة القلبية حيث ينقطع المدد الدموي عن الخلايا وتتخرب أغشيتها السيتوبلاسمية والمتقدرية، مما يسبب موت الخلايا لأن المتقدرة هي موقع توليد الطاقة. ومن الحالات الأخرى التي يرتفع فيها الأنزيم (AST) هناك احتشاء الرئة والرضوض العضلية الشديدة وأمراض الكبد المزمنة.
القيم السوية لأنزيم (AST):
تبلغ القيم السوية له (5-46) وحدة /ل.
مبدأ الكشف وطريقة العمل
نعتمد على طريقة حركية لقياس فعالية الأنزيم، من خلال التفاعلات التالية:
فكلما نقص (NADHH+) كانت فعالية (AST) أعلى.
نمزج (1) مل من محلول العمل مع (100) ميكرو لتر من مصل المريض ونقيس الامتصاصية (A1) فوراً، ثم بفواصل (60) ثانية ثلاث مرات أخرى لنحصل على (A4-A3-A2)، وذلك على طول موجة (340) نانو متر (غير مرئي)، ثم نحسب الفروق بين كل القيم السابقة بالتتابع، وأخيراً متوسطها (A). ثم نحسب فعالية الأنزيم بضربها بالعامل (1746).
معايرة (SGPT) أو (ALT)
يتواجد في العضاء التالية حسب التسلسل التالي:
- الكبد (الأكثر) ثم الكلية ثم العضلات ثم القلب.
لهذا الأنزيم نظيران:
متقدري يمثل (15-20%) من الكمية الكلية.
سيتوزولي يمثل (80-85%) من الكمية الكلية.
لذلك فإن ارتفاع (ALT) يعبر عن الضرر السطحي الذي يصيب الخلية في مستوى الغشاء فقط، وخاصة حالات التهاب الكبد الحاد حيث يصل إلى (20-40) ضعف، كما يرتفع في التهاب الكبد المزمن ولكن أقل من الارتفاع في (ALT).
القيم السوية الأنزيم (ALT):
تبلغ القيم السوية له (5-49) وحدة/ل.
مبدأ الكشف وطريقة العمل.
نعتمد على طريقة حركية لقياس فعالية الأنزيم، من خلال التفاعلات التالية.
فكلما نقص (NADHH+) كانت فعالية (ALT) أعلى.
نمزج (1) مل من محلول العمل مع (100) ميكرو لتر من مصل المريض ونقيس الامتصاصية (A1) فوراً، ثم بفواصل (60) ثانية ثلاث مرات أخرى لنحصل على (A4-A3-A2)، وذلك على طول موجة (340) نانو متر (غير مرئي)، ثم نحسب الفروق بين كل القيم السابقة بالتتابع، وأخيراً متوسطها (A). ثم نحسب فعالية الأنزيم بضربها بالعامل (1746).

## وصلات خارجية
- Transaminases في المكتبة الوطنية الأمريكية للطب نظام فهرسة المواضيع الطبية (MeSH).